# Bluff (Neuseeland)

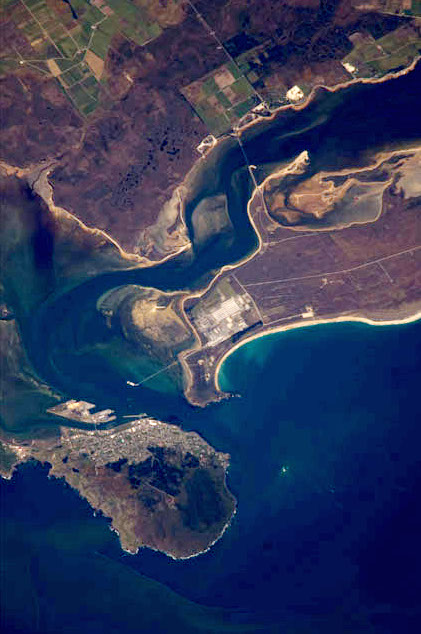
Satellitenfoto (Nasa) mit Bluff auf der Halbinsel im unteren Teil des Fotos

Bluff (Maori Motupōhue) ist ein Ort im Stadtgebiet von Invercargill City auf der Südinsel von Neuseeland. Er ist der südlichste Ort der Südinsel.

## Geographie
Bluff liegt auf einer kleinen Halbinsel rund 20 km südlich vom Stadtzentrum Invercargills entfernt. Die Halbinsel, auf der sich der 265 m hohe Berg The Bluff erhebt, schließt mit der gegenüberliegenden sehr flachen Halbinsel den Bluff Harbour, einem Naturhafen, ab. Bluff selbst liegt dem Naturhafen zugewandt und bedeckt den nördlichen Teil der Halbinsel. Östlichster Punkt des Ortes stellt der an Ostspitze der Halbinsel liegende Stirling Point dar, an der sich auch das Leuchtfeuer für die Hafeneinfahrt befindet.

## Geschichte
Die ersten Europäer, die in Bluff an Land gingen, kamen 1813 von Sydney, ihr Auftrag: die Handelsbedingungen für Neuseelandflachs zu prüfen. Der erste Siedler war James Spencer, der sich 1823 in der Gegend um Bluff niederließ. 1856 kam der Landvermesser J. T. Thomson, legte die Grundlage für eine Stadt, die er Bluff nannte. Doch mit der Namensvergabe war der damalige Superintendent der Provinz Otago, William Cargill nicht einverstanden und setzte den Namen Campbelltown durch, zu Ehren der Frau des seinerzeitigen Gouverneurs Thomas Gore Browne. 1917 erhielt die Stadt ihren ursprünglichen Namen zurück.

## Bevölkerung
Zum Zensus im Jahr 2006 wurden 1788 Einwohner in Bluff gezählt, was einen Bevölkerungsrückgang um 147 Einwohner seit 2001 und 290 Personen seit 1996 ausmachte. Zur Volkszählung des Jahres 2013 stabilisierte sich die Einwohnerzahl auf 1794 Personen. Bluff stellt damit 3,5 % der Bevölkerung von Invercargill City

## Wirtschaft
Die größte wirtschaftliche Bedeutung für Bluff hat die rund 40 Hektar große Hafenanlage mit ihrem Containerterminal, die über das gesamte Jahr hin rund um die Uhr in Betrieb ist. Pro Jahr werden in dem Hafen 2,5 Mio. Tonnen Güter umgeschlagen.
Auf der gegenüberliegenden Seite der Hafeneinfahrt befindet sich auf der kleinen flachen Halbinsel mit dem Tiwai Point eine Aluminiumhütte, die untern dem Namen New Zealand Aluminium Smelters 1969 gegründet wurde und 1971 ihren Betrieb aufgenommen hat und deren enormer Strombedarf durch das Kraftwerk Manapouri (das größte Neuseelands) aus dem Fiordland National Park gedeckt wird.
Im Juli 2020 hat die Rio Tinto Group angekündigt, die Aluminiumhütte zum August 2021 zu schließen.  Dies hat Debatten darüber ausgelöst, wie die elektrische Energie aus Manapouri zukünftig genutzt werden könnte.
Das Gebiet zwischen Südinsel und Stewart Island soll Heimat für die saftigste und am besten schmeckende Austernpopulation sein.

## Infrastruktur

### Straßenverkehr
In Bluff endet Neuseelands berühmtester Highway, der New Zealand State Highway 1, der über Invercargill von Norden kommend die beiden Hauptinseln auf einer Länge von 2047 Kilometern in Nord-Süd-Richtung durchzieht. Bluff ist auch eine Zwischenstation der Southern Scenic Route.

### Eisenbahnverkehr
Die Bahnstrecke Invercargill–Bluff wird nur noch von Güterzügen befahren, die vor allem den Hafen von Bluff bedienen. Der Personenverkehr wurde eingestellt. Der Bahnhof von Bluff war der südlichste des Britischen Weltreichs und ist heute der am südlichsten gelegene Endpunkt einer noch betriebenen Eisenbahnstrecke weltweit.

### Schifffahrt
Der Hafen von Bluff dient als wichtigste Basis für neuseeländische Antarktis-Reisen und ist auch Heimathafen der Austernfischer-Flotte in der Foveauch Strait sowie Umschlagsplatz für per Schiff transportierten Güter für die südliche Region der Südinsel.
Von Bluff aus verkehrt auch eine Katamaran-Fähre zur Stewart Island. Zweimal pro Tag verbindet sie den kleinen Ort Oban auf Stewart Island mit Bluff.

## Gallery

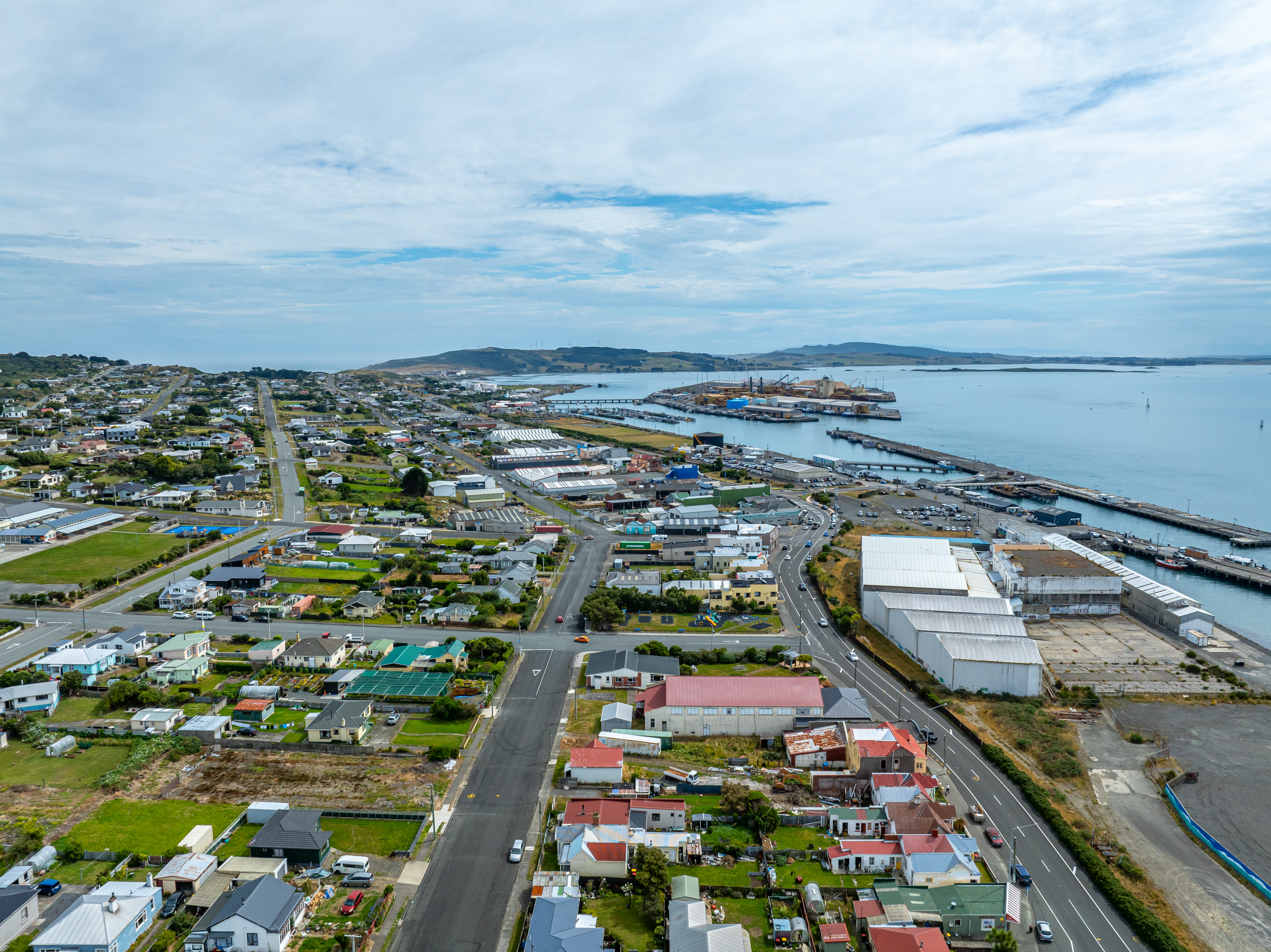
Bluff Luftaufnahme
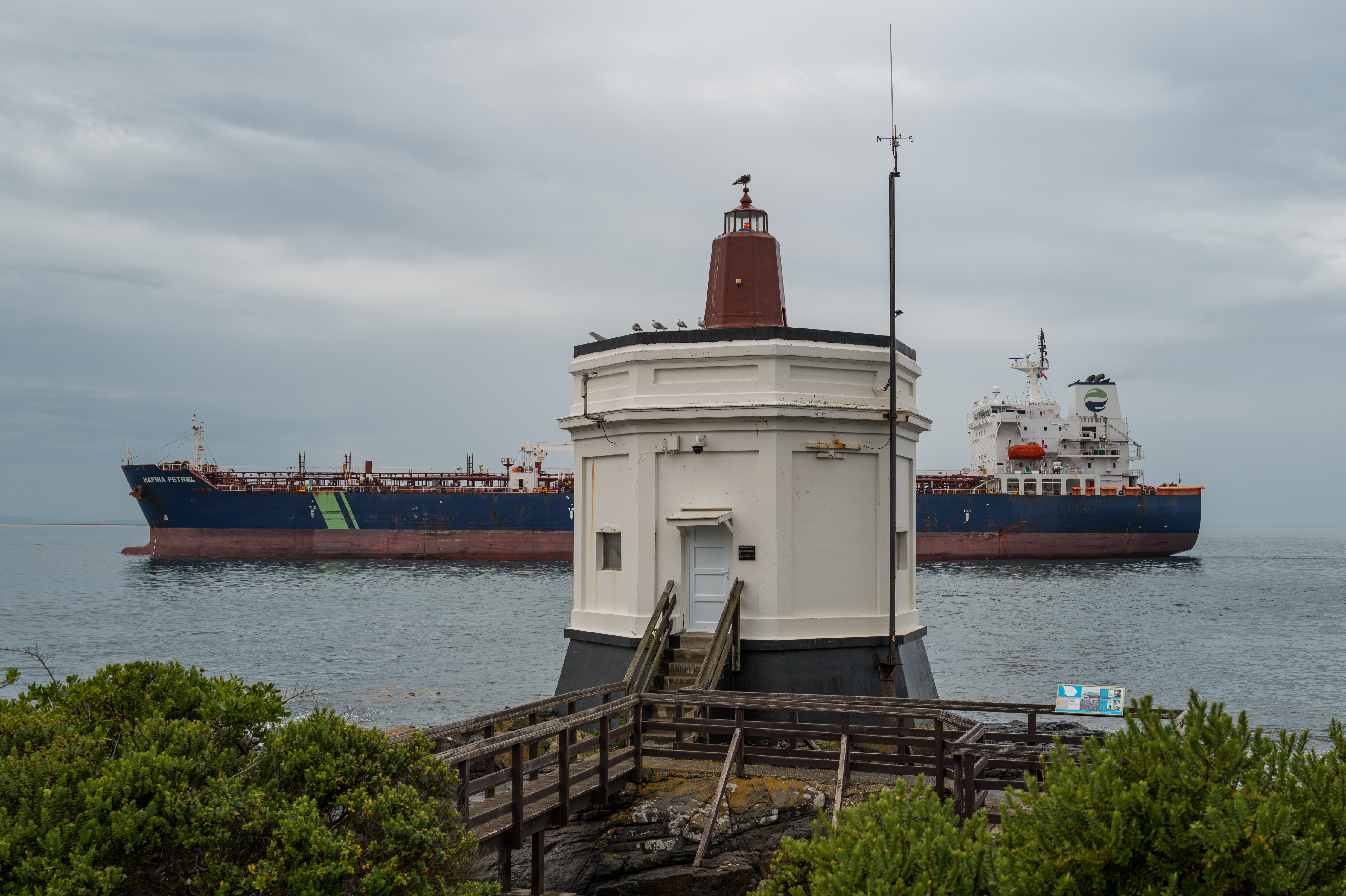
Stirling Point Pilot Station
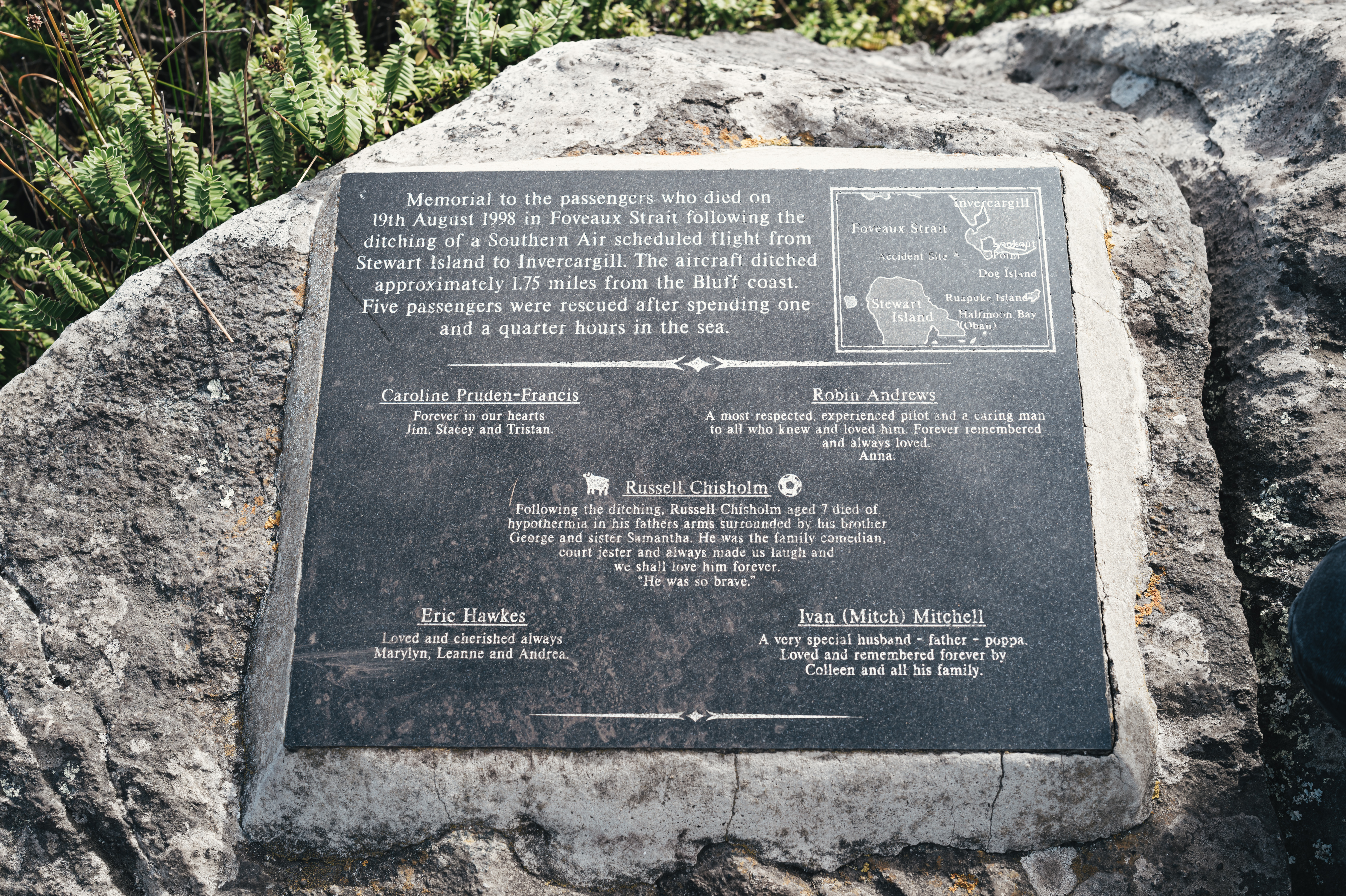
Gedenktafel 1998 Foveaux Strait Flugzeugunglück